# Kẻ đồng hành
Kẻ đồng hành (tựa gốc: Companion) là một bộ phim điện ảnh Mỹ thuộc thể loại khoa học viễn tưởng – lãng mạn – hài đen – giật gân ra mắt năm 2025 do Drew Hancock viết kịch bản kiêm đạo diễn. Phim có sự tham gia diễn xuất của các diễn viên gồm Sophie Thatcher và Jack Quaid trong vai một cặp đôi tại chuyến đi nghỉ cuối tuần với bạn bè tại một cabin xa xôi, một địa điểm trở nên hỗn loạn qua sự xuất hiện của một người máy đồng hành với tư cách là một trong những vị khách và cùng với những diễn viên trong những vai diễn phụ khác như Lukas Gage, Megan Suri, Harvey Guillén và Rupert Friend.
Kẻ đồng hành được Warner Bros. Pictures phát hành tại Mỹ vào ngày 31 tháng 1 năm 2025 và tại Việt Nam vào ngày 28 tháng 2 cùng năm. Sau khi ra mắt, tác phẩm nhận được những lời khen ngợi từ giới chuyên môn và thu về 36,7 triệu USD từ kinh phí sản xuất 10 triệu USD.

## Nội dung
Một cô gái trẻ tên Iris nhớ lại lần đầu gặp bạn trai Josh. Sau đó, họ đi đến một ngôi nhà ven hồ biệt lập để gặp những người bạn Kat, cặp đôi Eli và Patrick, và Sergey, bạn trai của Kat, chủ ngôi nhà. Sau đó, cả nhóm đến nhà và ăn tối. Ngày hôm sau, Sergey cố gắng cưỡng hiếp Iris tại hồ theo gợi ý của Kat. Sergey từ chối dừng lại và cô giết hắn để tự vệ. Sau đó, Iris quay lại trong tình trạng hoảng loạn với máu me đầm đìa. Tiếp theo, Josh yêu cầu Iris đi ngủ để tắt điện thoại của cô.
Iris tỉnh dậy và bị trói vào một chiếc ghế. Josh nói với cô rằng cô là một 'người bạn robot đồng hành' có thể được điều khiển bằng ứng dụng. Anh ta rời đi để nói chuyện với Kat. Trong lúc đi vắng, Iris thoát ra, đánh cắp điện thoại của Josh và chạy trốn vào một khu rừng gần đó. Cô xem lại cài đặt của mình, tăng trí thông minh của mình từ 40% lên 100%. Người ta tiết lộ rằng Josh đã 'jailbreak iOS' Iris, tăng mức độ hung hăng của cô và vô hiệu hóa khả năng không thể gây hại của cô. Anh ta và Kat đã lên kế hoạch cho Iris giết Sergey để đánh cắp 12 triệu USD được cất giấu trong két sắt. Eli và Patrick được mời đến để xác nhận. Josh và Kat khăng khăng rằng Patrick không được hưởng tiền vì anh ta không được tính. Họ sau đó tiết lộ rằng Patrick cũng là một "người bạn đồng hành". Eli lấy một khẩu súng từ két sắt của Sergey, tin rằng Iris không thể thực sự bị tắt khi chiếm hữu điện thoại của Josh. Họ tìm kiếm cô trong rừng.
Patrick thừa nhận anh là một người máy, nhưng vẫn yêu Eli. Họ nghe thấy tiếng điện thoại của Josh rung gần đó và phát hiện ra Iris đang trốn sau một cái cây. Cô bỏ chạy, Eli vật lộn với cô và họ ngã xuống dốc khiến khẩu súng bị đánh bật ra ngoài. Trong khi vật lộn để kiểm soát nó, Iris đã bắn chết Eli. Cô quay trở lại ngôi nhà, cố gắng trốn thoát bằng chiếc xe tự lái của Josh. Josh sử dụng điện thoại của Sergey, báo cáo rằng nó đã bị đánh cắp. Chiếc xe dừng lại và nhốt cô lại ngay tức khắc. Josh đặt lại Patrick để trở thành "người bạn đồng hành" của mình, áp dụng các bản mod bẻ khóa tương tự và ra lệnh cho anh ta tìm và đưa Iris trở lại.
Iris đá tung cửa sổ xe để chạy trốn bằng chân nhưng bị viên cảnh sát Hendrix chặn lại. Sau khi phát hiện con dao đẫm máu của cô trong xe, anh ta tra hỏi cô. Cô chuyển cài đặt ngôn ngữ của mình sang tiếng Đức để anh ta không hiểu câu trả lời của cô vì robot đồng hành không thể nói dối. Patrick xuất hiện và đánh chết Hendrix, sau đó vô hiệu hóa Iris bằng điện thoại của Josh. Cô bất tỉnh trong khi chạy trốn, và được đưa trở lại ngôi nhà. Kat, bất bình với hành động ghê tởm của Josh, cố gắng rời đi với phần tiền mặt của mình. Josh ra lệnh cho Patrick ngăn cô lại và sau đó đâm chết cô.
Đêm hôm đó, Patrick nấu bữa tối cho Josh. Empathix gọi và Josh trả lời anh giả vờ sợ Iris và muốn đưa cô đi điều chỉnh. Iris đang chờ đợi trong khi bị trói ở đầu bên kia bàn. Josh phàn nàn về việc anh ta trống rỗng như thế nào trong cuộc sống. Iris hạ thấp anh ta và anh ta trả đũa bằng cách giảm trí thông minh của cô xuống 0%, biến cô thành một người máy. Anh ta ra lệnh cho cô giữ tay trên một ngọn nến, không cho cô rời tay ngay cả khi cô bắt lửa và sau đó ra lệnh cho cô tự bắn vào đầu mình. Các nhân viên của Empathix là Sid và Teddy đến. Josh bịa ra một câu chuyện về việc cô bị trục trặc và tự bắn mình vì đau khổ về mặt cảm xúc, xóa sạch ký ức của cô. Họ thông báo với Josh rằng video không được lưu trữ trong đầu như não, mà thay vào đó là ở vùng bụng. Họ rời đi, Josh ra lệnh cho Patrick giết họ và lấy lại Iris. Patrick giết Sid, Teddy chạy trốn nhưng vấp ngã và bị Patrick đuổi kịp. Trước khi anh ta giết Teddy, Iris khởi động lại hoàn toàn, cầu xin Patrick tha cho anh ta. Anh ta đấu tranh để kiềm chế vì chế độ hung hăng. Cô kêu gọi lòng nhân đạo của anh, nhắc nhở anh về tình yêu của anh dành cho Eli. Quá tuyệt vọng vì thiếu nhân tính thực sự, Patrick đã tự tử. Teddy trao cho Iris toàn quyền kiểm soát bản thân.
Iris quay lại ngôi nhà lần cuối và đối mặt với Josh. Cuộc chiến tay chân của họ kết thúc sau khi Iris bảo Josh "đi ngủ" và đâm vào thái dương anh ta bằng một cái khui rượu điện khiến anh ta chết tại chỗ. Sáng hôm sau, cô lột "lớp da" bị cháy trên cánh tay mình trong khi tắm rửa sạch máu và bụi bẩn từ ngày hôm trước, để lộ kim loại bên dưới. Cô gói ghém quần áo và tiền của Sergey, rời đi trên một chiếc xe Mustang cổ điển. Trong lúc lái xe, cô nhìn thấy một người đàn ông khác lái xe với một con rô-bốt ty hệt cô ngoại trừ kiểu dáng. Iris mỉm cười và vẫy tay rô-bốt của mình trước sự bối rối của người sau vì đã nhận ra ngoại hình giống hệt như nhau.

## Diễn viên
- Sophie Thatcher vai Iris
- Jack Quaid vai Josh
- Lukas Gage vai Patrick
- Megan Suri vai Kat
- Harvey Guillén vai Eli
- Rupert Friend vai Sergey
- Jaboukie Young-White vai Teddy
- Matt McCarthy vai Sid
- Marc Menchaca vai Hendrix phó
- Woody Fu vai Mateo
- Ashley Lambert vai giọng chiếc xe ô tô của Josh

## Sản xuất
Vào tháng 2 năm 2023, Kẻ đồng hành được New Line Cinema thực hiện và sản xuất dựa trên kịch bản của Drew Hancock, Zach Cregger, Raphael Margules, J. D. Lifshitz và Roy Lee Cregger. Cregger ban đầu dự định sẽ đạo diễn nhưng đề nghị Hancock tiếp quản. Vào tháng 5 năm 2023, Jack Quaid tham gia dàn diễn viên. Vào tháng 6, Harvey Guillén, Lukas Gage, Megan Suri, Sophie Thatcher và Rupert Friend được bổ sung vào dàn diễn viên. Quá trình quay phim hoàn thành vào tháng 1 năm 2024 và trong quá trình đó thì Hrishikesh Hirway là người sáng tác nhạc phim.

## Phát hành
Companion được Warner Bros. Pictures phát hành tại rạp vào ngày 31 tháng 1 năm 2025, bao gồm cả IMAX. Trước đó, phim được ấn định phát hành vào ngày 10 tháng 1 năm 2025.

### Marketing
Hãng phim đã chi 29 triệu USD để quảng bá bộ phim. Tuy nhiên, Deadline Hollywood đưa tin về tin đồn rằng Warner Bros. chỉ phân bổ 10 triệu USD cho các quảng cáo truyền hình tại Hoa Kỳ với iSpot cho biết họ đã chi thậm chí còn cho ít hơn 830.000 đô la cho đài truyền hình Hoa Kỳ, chủ yếu là cho quảng cáo vòng loại trực tiếp NFL. Công ty phân tích phương tiện truyền thông xã hội RelishMix báo cáo rằng tiếp thị trực tuyến đã tạo nên 170 triệu tương tác trên các nền tảng truyền thông xã hội với người dùng trực tuyến tạo ra "cuộc trò chuyện tích cực" liên quan đến dàn diễn viên và quảng cáo có đề cập đến thể loại lãng mạn trước khi tiết lộ thể loại thực sự của bộ phim. Dựa trên một cuộc thăm dò của PostTrak, các hoạt động tiếp thị có ảnh hưởng nhất đối với Companion là những đoạn giới thiệu trong rạp (27%), bạn bè/gia đình (13%), những đoạn giới thiệu trực tuyến (8%), quảng cáo trên TV (5%), quảng cáo video trực tuyến (5%) và đánh giá (5%).

## Nhận định

### Doanh thu phòng vé
Tính đến ngày 18 tháng 2 năm 2025, Kẻ đồng hành đã thu về khoảng 19 triệu đô la tại Hoa Kỳ và Canada và 14 triệu đô la tại các vùng lãnh thổ khác với tổng doanh thu trên toàn thế giới là 33,2 triệu đô la.
Tại Hoa Kỳ và Canada, Companion được phát hành cùng với Dog Man và Valiant One và dự kiến sẽ thu về 8–10 triệu đô la từ 3.285 rạp chiếu phim trong tuần đầu công chiếu. Phim đã thu về 4 triệu đô la vào ngày đầu tiên, bao gồm ước tính 1,7 triệu đô la từ các buổi chiếu trước vào tối thứ Hai và thứ Năm. Phim tiếp tục ra mắt với doanh thu 9,3 triệu đô la, đứng thứ hai sau Dog Man. Cuộc thăm dò ý kiến sau thời điểm công chiếu cho thấy 43% khán giả đã xem bộ phim vì nó được quảng cáo là phim kinh dị và 26% hâm mộ Thatcher. Nam giới chiếm 51% lượng khán giả vào cuối tuần công chiếu, những người từ 18 đến 34 tuổi chiếm 68%, những người từ 24 đến 34 tuổi chiếm khoảng 40%, và những người xem phim dưới dạng màn hình IMAX và màn hình khổ lớn cao cấp chiếm 34% (với IMAX chiếm 1,6 triệu đô la (17%) trong doanh thu mở màn).